# Etta Wilken
Etta Wilken (* 1943; geboren als Etta Müller) ist emeritierte Professorin für Allgemeine und Integrative Behindertenpädagogik am Institut für Sonderpädagogik an der Leibniz Universität Hannover.

## Leben
Etta Wilken war Lehrerin an einer Volksschule mit Förderstufe und Realschulzug, bevor sie zur Leiterin einer Sonderschule für körperbehinderte und für geistig behinderte Kinder in Göttingen ernannt wurde. Nach Erwerb des Diploms in Erziehungswissenschaft wurde sie Wissenschaftliche Assistentin in der Sprachbehindertenpädagogik an der heutigen Leibniz-Universität Hannover, promovierte zum Dr. phil. und war als Akademische Oberrätin in der Allgemeinen Behindertenpädagogik tätig, bis sie zur Professorin für Allgemeine und Integrative Behindertenpädagogik an der Leibniz-Universität Hannover berufen wurde.

## Leistungen
Etta Wilkens Forschungs- und Arbeitsschwerpunkte sind:
- Förderung von Menschen mit Down-Syndrom
- Frühförderung behinderter Kinder
- Sprachförderung bei geistig behinderten Kindern
- Didaktik und Methodik des integrativen Unterrichts
- Anthroposophische Heilpädagogik
- Unterstützte Kommunikation

Etta Wilken ist vor allem bekannt für ihre Forschung zur Förderung von Menschen mit Down-Syndrom. Auf diesem Gebiet ist sie deutschlandweit führend.
Etta Wilken entwickelte um 1999 die Gebärden-unterstützte Kommunikation, kurz GuK. Mit Hilfe standardisierter Gebärden soll stark sprachentwicklungsverzögerten Kindern die Kommunikation mit ihren Bezugspersonen erleichtert werden.
Beispiele:
- „Trinken“: Drehen der rechten Faust vor dem Mund.
- „Ball“: Ein imaginärer runder Ball wird mit beiden Händen in der Luft geformt.

Inzwischen sind zwei Sets dieser Gebärdenkarten mit jeweils 100 Begriffen in der 7. überarbeiteten Auflage erschienen.
Die Gebärden werden von vielen sprachbehinderten Kindern rasch erlernt. Kommt es später zu einer Verbesserung der Sprechfähigkeit, stellt das Kind die Verwendung der Gebärden ein. Diese Methode ist wissenschaftlich gesichert. Durch eine Vielzahl empirischer Erhebungen wurde erwiesen, dass durch GuK nicht nur die Kommunikation verbessert, sondern auch der Spracherwerb gefördert wird.
Daneben setzt sich Etta Wilken auch in zahlreichen Publikationen für behinderte Menschen ein. In vielen regelmäßig stattfindenden Seminaren gibt sie bis heute Eltern von Kindern mit Down-Syndrom lebenspraktische Hilfen.

## Ehrungen
- 2003 wurde Etta Wilken zu ihrem 60. Geburtstag mit der Festschrift Eltern behinderter Kinder geehrt.[1]

- 2004 wurde ihr das Bundesverdienstkreuz am Bande verliehen.[2]

## Veröffentlichungen (Auswahl)
- Sprachförderung bei Kindern mit Down-Syndrom. Mit ausführlicher Darstellung des GuK-Systems. 14., aktualisierte Auflage. Kohlhammer-Verlag, Stuttgart 2022, ISBN 978-3-17-021293-0.
- Zwei- und Mehrsprachigkeit bei Kindern mit kognitiven Beeinträchtigungen. Kohlhammer-Verlag, Stuttgart 2022, ISBN 978-3-17-041504-1.
- als Hrsg.: Unterstützte Kommunikation. 6. Auflage. Kohlhammer-Verlag, Stuttgart 2021, ISBN 978-3-17-040390-1.
- Kinder und Jugendliche mit Down-Syndrom. Förderung und Teilhabe. Kohlhammer-Verlag, Stuttgart 2020, 2. Aufl., ISBN 978-3-17-028437-1.
- GuK 1 – Grundwortschatz und GuK 2 – Aufbauwortschatz. Deutsches Down-Syndrom InfoCenter, 7. Auflage, Lauf a. d. Pegnitz 2016.